# 前499年
| 千纪： | 前1千纪 |
| 世纪： | 前6世纪 \| 前5世纪 \| 前4世纪 |
| 年代： | 前520年代 \| 前510年代 \| 前500年代 \| 前490年代 \| 前480年代 \| 前470年代 \| 前460年代 |
| 年份： | 前504年 \| 前503年 \| 前502年 \| 前501年 \| 前500年 \| 前499年 \| 前498年 \| 前497年 \| 前496年 \| 前495年 \| 前494年                                                                                         |
| 纪年： | 周敬王二十一年 魯定公十一年 齊景公四十九年 晉定公十三年 秦惠公二年 宋景公十八年 楚昭王十七年 卫灵公三十六年 陳湣公三年 蔡昭侯二十年 曹伯阳三年 郑声公二年 燕简公六年 吴王阖闾十六年 杞僖公七年 越王允常十二年 |

## 大事記
- 魯國三桓命孔子任司空。
- 宋國母弟辰、仲佗、公子地，據蕭邑叛宋。
- 魯國與鄭國結盟，魯國從此放弃和晉國结盟。
- 米利都僭主阿里斯塔格拉斯煽動波斯帝國屬地愛奧尼亞諸城起兵反叛波斯，攻克撒狄，焚城，雅典與厄立特里亞派艦隊相助。波斯軍反擊。

## 出生
- 秦懷公，秦國君主（前425年逝世）。
- 秦躁公，秦國君主（前429年逝世）。